# Presence of Mind
Presence of Mind el primer álbum de la banda sueca Alyson Avenue fue estrenado en noviembre del 2000 según la revista japonesa Burn estuvo en el puesto 93 y el 100

## Canciones
1. Free Like The Wind
2. Every Now & Then
3. Lost & Lonely
4. Tell Me You Love Me (Or Leave Me)
5. One Desperate Heart
6. Call Out My Name
7. Walk Away
8. It's In Your Eyes
9. Without Your Love
10. All This Time
11. One Touch

## Personall
Créditos adaptados en el álbum Presence of Mind.
Banda
- Niclas Olsson – teclado, Voz de respaldo
- Thomas Löyskä – bajo, Guitarra
- Anette Blyckert – Voz
- Roger Landin – batería
- Jarmo Piironen – guitarra, ingeniero

Músicos invitados
- Christofer Dahlman – guitarra (2, 10)
- Mikael Andersson – voz de respaldo (2, 6)
- Patrick Svärd – guitarra (1, 4, 6)
- Tony Rothla – guitarra (3, 7, 8, 11)

Producción
- Jörgen Bengtsson -  arte da tapa